# David Rosell
David Rosell (Manresa, Bages, 28 d'agost de 1976) és un músic, guitarrista i productor musical català.
David Rosell es va donar a conèixer el 2001 com a líder de Dept., i ha format part de Brams, Mesclat i Els Catarres. Amb el temps va guanyat prestigi com a productor musical. Primer va instal·lar el seu estudi Sibelius als afores de Taradell, on van gravar Brams, Mesclat, Els Pets, Dept., Els Catarres o Marky Ramone, bateria de Ramones. El 2011 va traslladar a Can Pardaler, a Artés, el seu estudi i habitatge. La seva vida es reparteix entre els escenaris i el seu estudi de producció. Rosell ha estat el productor a més dels grups citats, de grups com Txarango, Miki Núñez, Buhos, Doctor Prats, Porto Bello, El Diluvi o Aramateix entre d'altres. També ha acompanyant la gira d'Els Catarres com a guitarrista.
El març del 2020 fou homenatjat en el transcurs de la gala dels premis Enderrock, en reconeixement de la seva carrera, i va rebre el premi Joan Trayter en la trobada a l'Auditori de Girona.
Entre les darreres produccions de Rosell destaca el disc L'ull de la tempesta (Música Global, 2019), de Porto Bello, i Junteu-vos (Halley Records, 2019), d'El Diluvi, guardonat als Premis Ovidi Montllor (millor disc de mestissatge) i ald Premis Carles Santos de la Música Valenciana (millor disc de mestissatge i millor cançó per “Heroïnes de la fosca nit”), dos treballs elegits entre 50 millors discos catalans de l'any, segons els Premis Enderrock de la Crítica. Després d'encapçalar la formació Dept. i d'aconseguir grans èxits com "Navegant pel món", "Quan et miro als ulls" o '"'Compta amb mi", el 2021 va publicar "Flor Blanca", el seu primer disc en solitari.